# Orfordville
Orfordville is een plaats (village) in de Amerikaanse staat Wisconsin, en valt bestuurlijk gezien onder Rock County.

## Demografie
Bij de volkstelling in 2000 werd het aantal inwoners vastgesteld op 1272. In 2006 is het aantal inwoners door het United States Census Bureau geschat op 1380, een stijging van 108 (8,5%).

## Geografie
Volgens het United States Census Bureau beslaat de plaats een oppervlakte van 3,0 km², geheel bestaande uit land. Orfordville ligt op ongeveer 283 m boven zeeniveau.

## Plaatsen in de nabije omgeving
De onderstaande figuur toont nabijgelegen plaatsen in een straal van 24 km rond Orfordville.